# Samho-dong
Samho-dong (koreanska: 삼호동, 三呼洞) är en stadsdel i staden Ulsan, i den sydöstra delen av Sydkorea, 300 km sydost om huvudstaden Seoul. Den ligger i stadsdistriktet Nam-gu.